# Мукур (Жанасемейський район)
Муку́р (каз. Мұқыр) — село у складі Жанасемейського району Абайської області Казахстану. Адміністративний центр Іртиського сільського округу.
Населення — 1129 осіб (2021; 1258 у 2009, 1133 у 1999, 1210 у 1989).
Національний склад станом на 1989 рік:
- казахи — 62 %
- росіяни — 29 %

Станом на 1989 рік село називалось Мунур.